# Ambroise (Cantacuzène)
Ambroise (světským jménem: Pierre Cantacuzène; 16. září 1947, Vevey – 20. července 2009, tamtéž) byl ruský duchovní Ruské pravoslavné církve v zahraničí a biskup ženevský a západoevropský.

## Život
Narodil se 16. září 1947 ve Vevey jako syn knížete Petra Georgijeviče Kantakuzeniho a jeho manželky Olgy Alexejevny roz. Orlové.
Studoval práva na Univerzitě v Lausanne. Po studiu vyučoval právo a francouzštinu na střední škole. Od roku 1972 sloužil jako čtec v chrámu svaté Barbory v rodném městě. Stal se také členem komisí Ruské pravoslavné církve v zahraničí. Na jaře 1976 byl rukopoložen na diákona a 26. září na jereje. Působil v katedrálním chrámu Povýšení svatého Kříže v Ženevě.
Roku 1978 byl jmenován představeným chrámu svaté Barbory ve Vevey. Často byl posílán sloužit do farností v Bruselu, Meudonu, Lyonu, Bari, Montpellier a Římě. Roku 1991 byl povýšen na protojereje. Dne 4. května 1993 se na Archijerejském soboru zvažovala jako kandidatura na biskupa australské eparchie, ale arcibiskup Mark (Arndt) se vyjádřil v tom smyslu, že je více západního zaměření, a proto je vhodnější pro západoevropskou eparchii.
Dne 6. září 1993 byl postřižen na monacha se jménem Ambroise na počest svatého Ambrože Milánského. Dne 26. září byl rukopoložen na biskupa veveyského a vikáře ženevské a západoevropské eparchie. Hlavním světitelem byl metropolita východoamerický a newyorský Vitalij (Ustinov).  Dne 17. října 2000 byl zvolen biskupem ženevským a západoevropským.
V listopadu 2001 byl odvolán metropolita Vitalij (Ustinov) a biskup Ambroise požádal o odchodu do důchodu. Dne 28. ledna 2003 Archijerejský sobor nepřijal jeho žádost. Stejný rok se stal pozorovatelem zahájení jednání s Moskevským patriarchátem. Podílel se na textu dokumentu obnovení společenství s patriarchátem. Dne 19. května 2006 byl penzionován. V lednu 2009 již jako vážně nemocný se zúčastnil Místního soboru Ruské pravoslavné církve.
Zemřel 20. července 2009 ve Vevey. Pohřben byl na hřbitově svatého Martina.